# APEC기후센터
APEC기후센터(APEC氣候센터, APEC Climate Center)는 아시아 · 태평양 지역의 이상기후 감시 및 예측의 중추적 역할을 수행하기 위해 설립된 기관이다. 2005년 APEC 회원국의 합의에 의해 설립되었다. 부산광역시 해운대구 센텀7로 12에 위치하고 있다.

## 연혁
- 2005년 9월 12일 APEC기후센터 업무 개시[4]
- 2009년 11월 19일 독립청사 개청식 (부산광역시 해운대구)[5]

## 조직

### 이사회
- 회원국집행위원회
- 과학자문위원회
- 회원국실무단

#### 원장
- 기후예측본부
  - 기후예측팀
  - 기후연구팀
  - 정보서비스팀
- 응용사업본부
  - 사업기획팀
  - 응용사업팀
- 기후정책실
- 대외협력실
- 행정실

## 사건·사고 및 논란

### APEC기후센터 유치전
2004년 3월 16일 오명 과학기술부 장관은 3월 10일(현지시각)부터 12일까지 3일간 뉴질랜드 크라이스트처치에서 개최된 제4차 APEC과학기술장관회의에서 APEC기후센터(APCC)와 국제분자생물사이버랩(eIMBL)의 한국유치를 공식 제안해 미국, 일본, 싱가포르 등 회원국들의 적극적인 지지를 받아 세부 추진계획을 마련키로 했다고 밝혔다.
오명 장관은 “이번 회의기간 중에 뉴질랜드, 호주, 홍콩, 멕시코, 일본 등과 양자회담을 갖고 ACC와 eIMBL 한국유치에 대한 지원과 과학기술협력 증진방안을 논의해 소기의 성과를 거뒀다”면서 “(두 센터가 국내에 설립되면) 우리가 지향하는 동북아 R&D 허브 기반 구축에도 기여할 것으로 기대된다”고 전했다.
2004년 9월 싱가포르에서 열린 제27차 APEC산업과학기술실무그룹회의에서 『APEC 기후센터 (APEC Climate Center, APCC)』설립이 합의되었다.
2005년 2월 18일 안양시청이 APEC기후센터 유치를 위해 관련 서류를 기상청에 접수하였다.
2005년 2월 25일 서귀포시청이 APEC기후센터 유치신청서를 기상청에 제출하였다. 서귀포시청은 제안서를 통해 월드컵경기장내 연구사무실 300여평을 무상 임대함은 물론 공공요금 등 관리비와 함께 전산 및 네트워크 시설을 지원하는 등 각종 부대시설도 적극 지원할 것임을 밝혔다. 서귀포시청 관계자는“APEC 기후센터가 유치되면 지역경제 발전에도 큰 도움이 될 것”이라며 “APEC 기후센터 유치를 위해 제주월드컵경기장 내 사무실을 무상 제공하는 한편 설립 및 운영에 필요한 행정적 지원을 아끼지 않겠다”는 입장을 제시했다. 한편, 신경섭 기상청장이 2월 중 제주도에 내도하여 기자회견을 통해 “태풍의 길목에 위치한 제주지역에 태풍센터와 APEC기후센터 유치를 적극 검토하겠다”고 밝힌 바 있다.
같은 날 기상청은 APEC기후센터 유치를 신청한 부산광역시청, 경기도 안양시청, 연세대학교 등 모두 4개 기관을 대상으로 사업제안 설명을 들은 뒤 서귀포시청을 2차 평가대상 기관에서 제외했다. 이에 대해 서귀포시청은 “APEC기후센터가 국제기구이기 때문에 독립 건물을 건립해야 하지만 그같은 조건을 충족시키지 못한 게 주된 탈락 요인으로 보인다”고 밝혔다.
2005년 3월 18일 오전 허남식 부산광역시장은 기자회견을 갖고 기상청의 유치지역선정 심사 결과 부산광역시가 APECC유치지역으로 확정됐다고 밝혔다. 부산은 APCC를 유치함에 따라 아시아·태평양지역 기후연구의 거점으로 떠오를 것으로 기대되고 관련 학회유치등을 통한 컨벤션산업 활성화등이 예상된다. APCC신청사는 오는 2008년까지 해운대구 센텀시티에 연건평 천평에 102억원이 투입돼 건립되고,임시사무국은 오는 7월까지 기상청에서 개소된다.
2005년 4월 26일 오전 부산광역시청은 국제소회의실에서 기상청과 APEC기후센터 설립을 위한 양해각서(MOU)를 체결하였다. APCC 임시청사는 부산광역시 연제구 연산동 부산광역시청 앞 국민연금부산회관 건물에 550평 규모로 마련돼 11월 APEC정상회의 때 노무현 대통령 등이 참석한 가운데 문을 열 예정이다. APCC 독립청사는 해운대구 센텀시티 안 부지 1000평·연건평 1000평 규모로 2006년에 공사가 시작돼 2007년 완공될 계획이다.

## 같이 보기
- 아시아 태평양 경제협력체